# Ernst Ewald Martin
Ernst Ewald Martin (* 19. Januar 1900 in Dresden; † 1. Juli 1934 ebenda) war ein deutscher Detektiv. Er wurde bekannt als eines der Opfer des so genannten Röhm-Putsches.

## Leben und Tätigkeit
Seit 1924 war Martin verheiratet mit Martha Pokorny (* 1899). Aus der Ehe ging die am 19. Oktober 1925 geborene Tochter Ingeborg hervor.
In den 1920er Jahren lässt Martin sich mit der Berufsbezeichnung „Detektiv“ in Dresden nachweisen.
Martin leitete spätestens seit 1934 den persönlichen Nachrichtendienst des Reichsstatthalters in Sachsen Martin Mutschmann. In Mutschmanns Auftrag bespitzelte Martin mit seinen Mitarbeitern unter anderem den sächsischen Ministerpräsidenten Manfred von Killinger und andere Mitglieder der Landesregierung. Killinger zufolge ging Martin – in dem er eine der „schlimmsten Kreaturen“ Mutschmanns erblickte – bei seinen „Machenschaften“ so weit, zu versuchen, die Schreibtische von Regierungsmitgliedern zu erbrechen, um an vertrauliche Informationen zu gelangen.
Am 30. Juni 1934 wurde Martin im Zuge der Röhm-Affäre verhaftet und in der Nacht darauf, zusammen mit vier anderen Gefangenen (Joachim Schroedter, Otto Pietrzok, Max Schuldt und Lamberdus Ostendorp), aufgrund eines aus Berlin kommenden Befehls auf Veranlassung von Lothar Beutel von einem SS-Kommando der Politischen Bereitschaft Sachsen in der SS-Kaserne auf dem Heller in Dresden-Trachenberge erschossen. Seine Sterbeurkunde gibt seinen Todeszeitpunkt mit 4.00 Uhr morgens an. Die Leiche Martins wurde anschließend im Krematorium Dresden-Tolkewitz verbrannt.
Martins Hinterbliebene erhielten nach seinem Tod eine Leibrente, die ihnen zunächst von der Reichsführung-SS, später vom Innenministerium gezahlt wurde.